# Цона Артиђанале Цанки (Виченца)
Цона Артиђанале Цанки је насеље у Италији у округу Виченца, региону Венето.
Према процени из 2011. у насељу је живело 5 становника. Насеље се налази на надморској висини од 439 м.